# John Robson
John Robson (Kelso, 31 gennaio 1957) è un ex mezzofondista britannico.

## Palmarès
| Anno                                | Manifestazione          | Sede       | Evento         | Risultato | Prestazione | Note                          |
| ----------------------------------- | ----------------------- | ---------- | -------------- | --------- | ----------- | ----------------------------- |
| In rappresentanza della Regno Unito |                         |            |                |           |             |                               |
| 1978                                | Europei                 | Praga      | 1500 m piani   | 8º        | 3'39"6      |                               |
| 1979                                | Europei indoor          | Vienna     | 1500 m piani   | Bronzo    | 3'42"8      | Miglior prestazione personale |
| In rappresentanza della Scozia      |                         |            |                |           |             |                               |
| 1977                                | Mondiali di cross       | Düsseldorf | Corsa U20      | 94º       |             |                               |
| 1977                                | Mondiali di cross       | Düsseldorf | A squadre      | 7º        | 136 p.      |                               |
| 1978                                | Giochi del Commonwealth | Edmonton   | 1500 m piani   | Bronzo    | 3'35"60     |                               |
| 1979                                | Mondiali di cross       | Limerick   | Corsa seniores | 52º       | 39'08"      |                               |
| 1980                                | Mondiali di cross       | Parigi     | Corsa seniores | 5º        | 37'20"      |                               |
| 1981                                | Mondiali di cross       | Madrid     | Corsa seniores | 54º       | 36'20"      |                               |
| 1982                                | Mondiali di cross       | Roma       | Corsa seniores | 85º       | 35'49"      |                               |
| 1982                                | Giochi del Commonwealth | Brisbane   | 1500 m piani   | Batteria  | 3'47"89     |                               |
| 1985                                | Mondiali di cross       | Lisbona    | Corsa seniores | 42º       | 34'39"      |                               |
| 1986                                | Mondiali di cross       | Colombier  | Corsa seniores | 122º      | 37'41"      |                               |
| 1986                                | Giochi del Commonwealth | Edimburgo  | 1500 m piani   | Batteria  | 3'43"21     |                               |
| 1987                                | Mondiali di cross       | Varsavia   | Corsa seniores | 146º      | 39'15"      |                               |

## Campionati nazionali
1976
- Argento ai campionati britannici juniores, 1500 m piani - 3'45"0

1978
- Oro ai campionati britannici, 1500 m piani

1986
- Bronzo ai campionati britannici, 5000 m piani - 13'56"61

1988
- Oro ai campionati scozzesi indoor, 3000 m piani - 8'04"67

1990
- 4º ai campionati scozzesi di corsa campestre - 44'00"

## Altre competizioni internazionali[1]
1978
- 5º ai Bislett Games ( Oslo), miglio - 3'54"3

1979
- Argento al Memorial Van Damme ( Bruxelles), 1500 m piani - 3'33"83

1981
- 8º ai Bislett Games ( Oslo), miglio - 3'52"44
- 7º al Memorial Van Damme ( Bruxelles), miglio - 3'53"13

1982
- 4º al Bauhaus-Galan ( Stoccolma), 1500 m piani - 3'37"72

1984
- 4º ai Bislett Games ( Oslo), 3000 m piani - 7'48"87
- 4º al Memorial Van Damme ( Bruxelles), 3000 m piani - 7'51"4